# Живан Вулић
Живан Вулић (Ланиште код Јагодине, 1911 – Београд, 2006), био је српски сликар.

## Биографија
Од 1919. живео је у главном граду где је 1932. завршио наставнички одсек Државне уметничке школе, у класи Бете Вукановић и Љубе Ивановића.
Сликар изузетно цењен у београдским ликовним круговима.
Познат по својим мотивима из природе, градским приказима и богатом колориту.
За живота спадао је у наше најстарије сликаре.
У једном периоду живота је радио као професор цртања у Гимназији у Чачку.
Осликао је иконе на иконостасу храма Успења Пресвете Богородице који се налази у његовом родном селу (укупно 22 иконе и композицију на улазним вратима као поклон) приликом изградње 1939. године.
Његов опус обухвата 2.500 радова, углавном уља на платну. Имао је преко 30 самосталних изложби. Завичајном музеју у Јагодини оставио је легат од 47 његових радова као и 30 радова Николе Милојевића, сликара, Јагодинца, који га је усвојио.